# Handen
Handen är en bebyggelse i tätorten Stockholm och kommundel i Haninge kommun. Handen är centralort för kommunens förvaltning.

## Historia

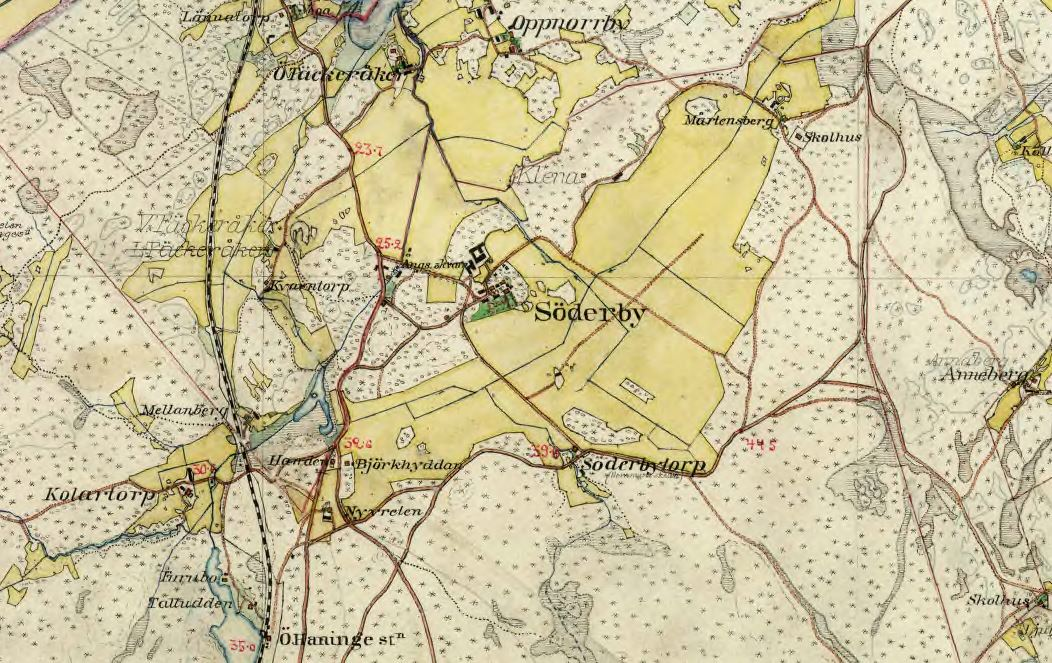
Handen och Söderby på Häradsekonomiska kartan från 1905.

Det ovanliga ortnamnet Handen är från 1800-talets mitt och kommer från en stuga för bland annat smeder och för rättare från Söderby gård och låg i ett betydande vägskäl där landsvägen mot söder delades i två riktningar, den ena gick mot Dalarö och den andra mot Nynäshamn. I vägskälet stod en vägskylt som i form av en hand pekande mot Dalarö och man tror att just denna bidragit till namnet. En annan teori är att det helt enkelt rör sig om en sammandragning av namnet på skogsområdet Hanveden.
År 1901 invigdes Nynäsbanan mellan Älvsjö strax söder om Stockholm och Nynäshamn och i torpet Handens närhet byggdes en station där järnvägen drogs utmed Övre och Nedre Rudasjön. Handen utvecklades nu snabbt till ett stationssamhälle med bebyggelse på den rullstensås som heter Söderbymalm och här uppfördes flera butiker, caféer, ett Konsum och Folkets Hus. Även närområdet Kolartorp bebyggdes. 
På 1930-talet inrättades ett kommunalkontor på nuvarande Runstensvägen. År 1971 flyttades kontoret med all sin verksamhet till nya Nämndhuset, en tegelskrapa mitt i Haninge centrum. Sommaren 2007 var det åter dags att flytta och nu till före detta Teliahuset, som därmed blev det nuvarande kommunhuset på Rudsjöterrassen 2. 
Handen som först varit en lantlig idyll expanderade snart till en egen tätort. Denna hade redan 1960 uppnått 12 000 invånare, vilket fördubblades på fem år och året 1970 passerades antalet 30 000 invånare. Från 1975 anses Handen vara sammanväxt med tätorten Stockholm av vilken den nu utgör en yttre del.
Handens vattentorn står vid Hantverkarvägen i Handens industriområde. Anläggningen togs i drift 1964 och kompletterades med ytterligare ett torn 1994. Tornen fick en ny fasadbeklädnad år 2015. Renoveringen utnämndes till ”Årets Haningebyggnad 2016”.

### Befolkningsutveckling
| Befolkningsutvecklingen i Handen 1950–2010 | Befolkningsutvecklingen i Handen 1950–2010 | Befolkningsutvecklingen i Handen 1950–2010 | Befolkningsutvecklingen i Handen 1950–2010 | Befolkningsutvecklingen i Handen 1950–2010 |
| ------------------------------------------ | ------------------------------------------ | ------------------------------------------ | ------------------------------------------ | ------------------------------------------ |
|                                            |                                            |                                            |                                            |                                            |
| År                                         |                                            |                                            | Folkmängd                                  |                                            |
| 1950                                       | 1950                                       |                                            | 1 360                                      |                                            |
| 1960                                       | 1960                                       |                                            | 12 080                                     |                                            |
| 1965                                       | 1965                                       |                                            | 23 425                                     |                                            |
| 1970                                       | 1970                                       |                                            | 30 395                                     |                                            |
| Anm.: Sammanvuxen med Stockholm 1975       |                                            |                                            |                                            |                                            |

## Haninge Centrum

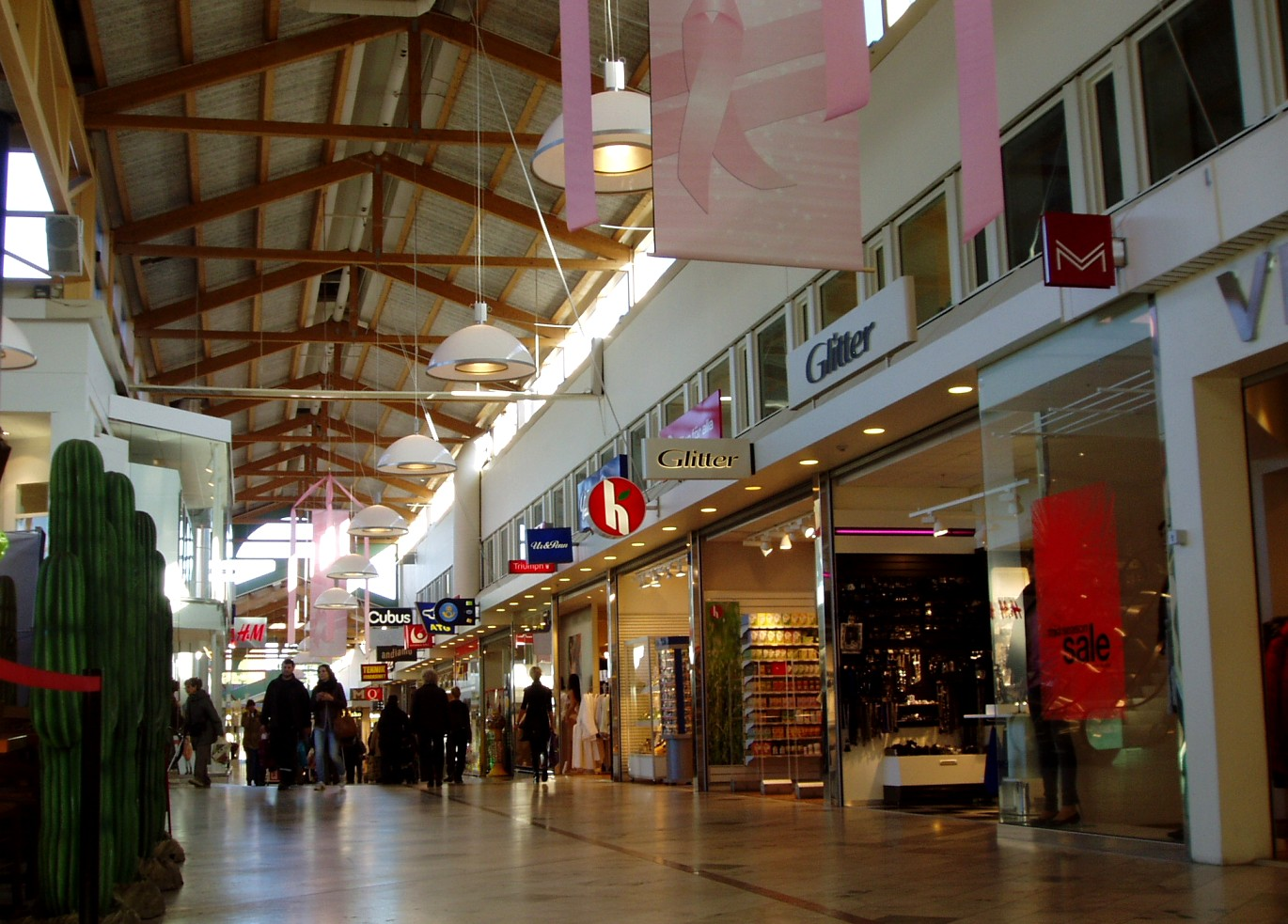
Haninge Centrum.

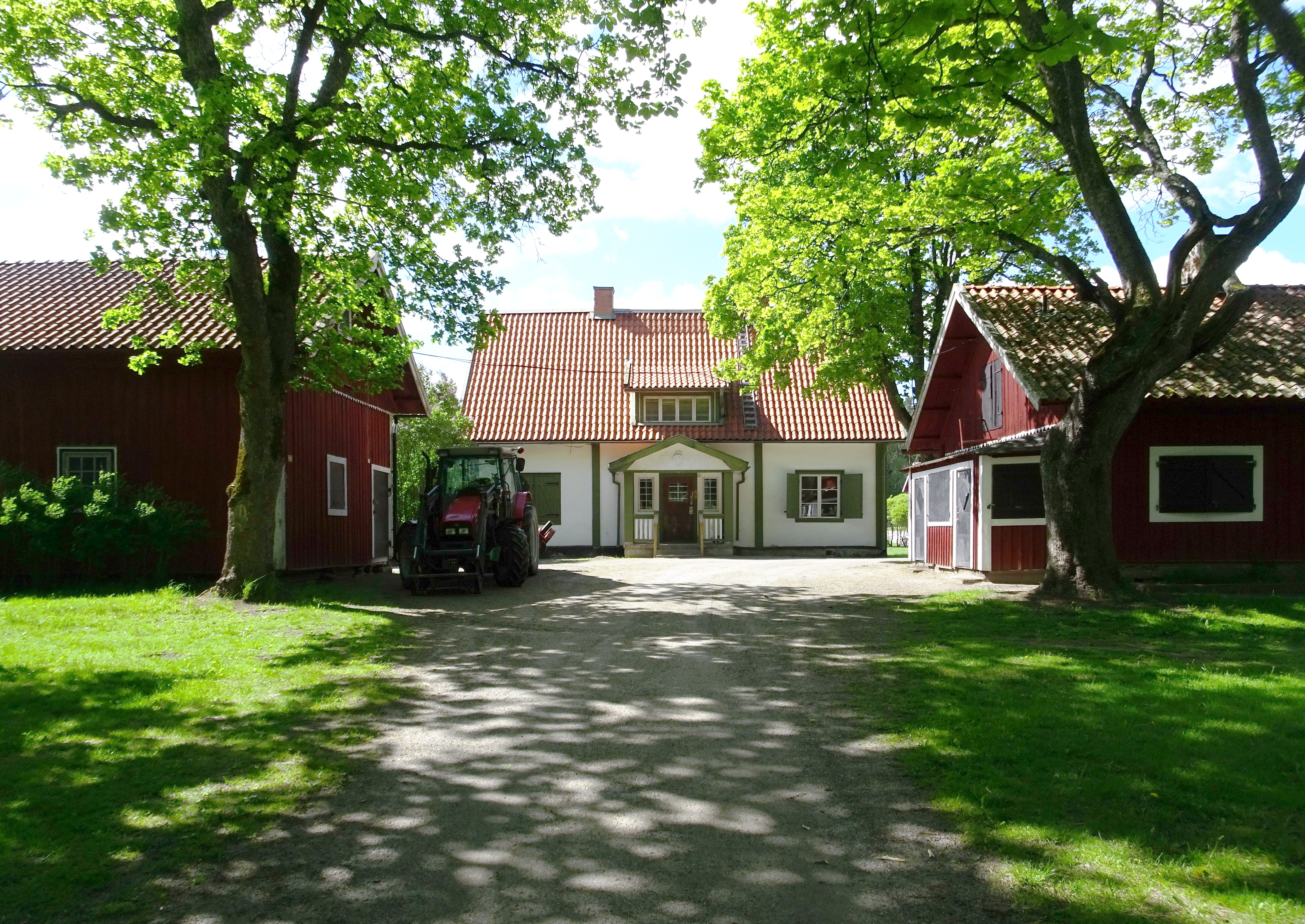
Rudans gård huvudbyggnad med flyglar.

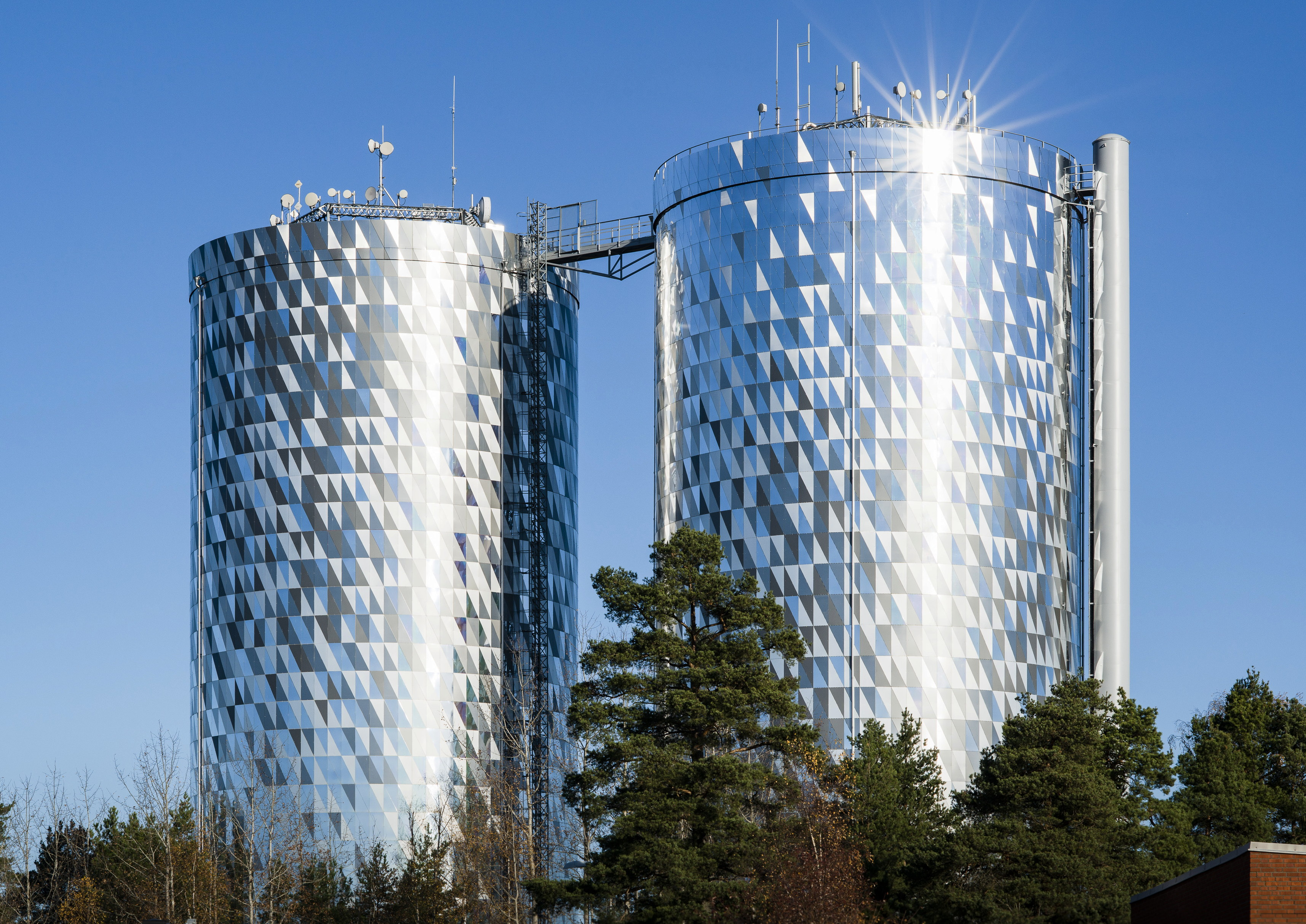
Handens vattentorn efter renoveringen.

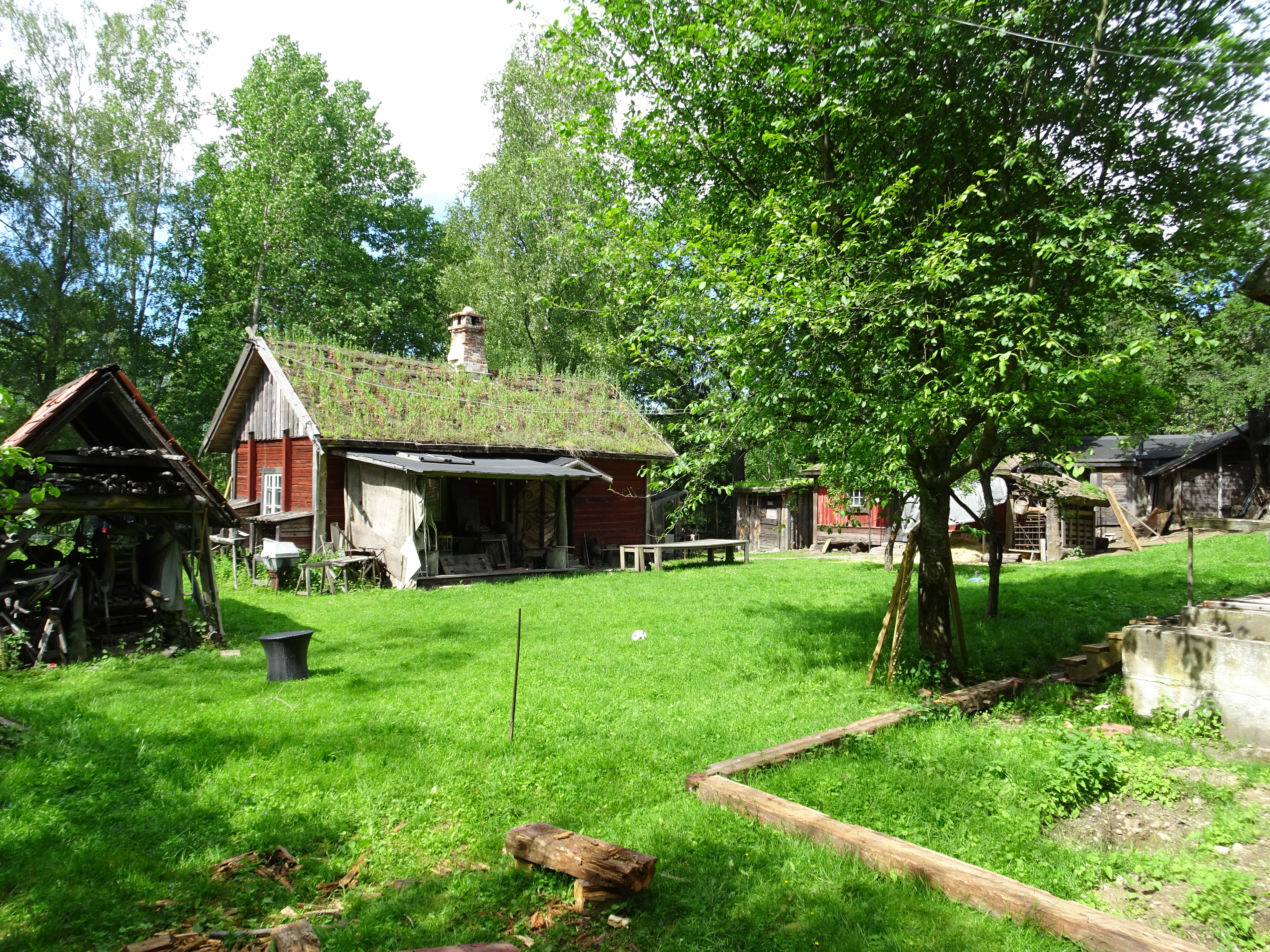
Handens museum och smedja.

I centrala Handen finns ett stort inomhuscentrum med ett sextiotal olika butiker och restauranger. I Haninge Centrum låg kommunens förvaltning 1971-2007 innan man övertog Teliahuset på Rudsjöterrassen 2.

## Friluftsområde
I Handen ligger friluftsområdet Rudans gård. I skogen där finns det mountainbikeslingor och ett belyst motionsspår. Vintertid skapas skidspår med snökanoner och då isen är stark nog på Övre Rudasjön plogas det skridskobanor. 
Sommartid finns en frisbeegolfbana med 18 hål. Det kostar inget att spela på banan, men man måste själv ta med en frisbee.
I området finns två sjöar: Övre och Nedre Rudan. Övre Rudan ligger bredvid pendeltågsstationen och erbjuder stora grönområden för picknick, lekplats, badstrand och bryggor. Nedre Rudan ligger cirka 400 meter söderut och där kan den som köpt fiskekort fiska inplanterad ädelfisk..
Rudans gård var långt in på 1960-talet en fungerande bondgård, med hästar och kor som gick lösa i skogen ända bort till ängarna men innanför en gärdsgård som fanns på den tiden. På gården fanns även höns och troligen också grisar. På ängarna odlades säd och gräs för hö till djuren.

## Kultur
Haninge kulturhus i Handen är huvudbibliotek och kulturhus för Haninge kommun.
Haninge kommun har ett aktivt kulturliv och det finns många kulturföreningar varav två stora amatörteatergrupper:
- Kulturföreningen Ormen, eller Ormteatern, är en lokal teater. Föreningen har funnits i Haninge sedan 1979 med en bred verksamhet som inbegriper amatörteater, barnteater och teatergrupper för barn. Föreningen har runt 160 medlemmar. Verksamheten började alltså 1979 med gatuteater (inför kärnkraftsomröstningen), och därefter har man satt upp över 50 produktioner, med många föreställningar för barn. Sedan 1987 håller man till i Teaterladan vid sjön Rudan, 500 meter från pendeltågsstationen[11].

- Kulturföreningen RoJ har hållit till i Gamla Folkets hus sedan 1983. Namnet kommer ursprungligen från den första pjäs som gruppen satte upp – Romeo och Julia. Här spelas musikteater och gruppen sätter vanligtvis upp en stor musikpjäs varje år. I den brukar det medverka mellan 30 och 80 personer i form av skådespelare, musiker, sångare m m. RoJteatern sätter även upp småproduktioner på medlemmarnas egna initiativ.[12]

- Vid Handens museum och smedja på Getporsvägen 8, vid infarten till Kolartorp, kan man bland dess olika byggnader få uppleva medeltida marknader eller besöka den äldre timrade huvudbyggnaden och upptäcka Handens historia från urtid till nutid. Där finns också en smedja och en butik med försäljning av smidesprodukter. På gården finns smådjur som några getter och höns.

- Haninge Sinfonietta har stått på egna ben som en ideell förening sedan 2009 men funnits som orkester mycket längre än så. Orkestern består av både professionella musiker samt amatörer som har intresset av att fortsätta spela främst klassisk musik. Konserter ges regelbundet i St Eskils Kyrka.

- Söder om Rudans gård har kommunens Miljöverkstaden sina lokaler. Här hålls aktiviteter, övningar och workshops där deltagarna får exempel på hur man kan leva mer hållbart, ofta i samarbete med kommunekologen och andra organisationer.

## Skola och fritid
Runstensskolan norr om Haninge centrum är en låg- och mellanstadieskola. Söderbymalmsskolan är en högstadieskola och ligger intill Fredrika Bremergymnasierna. I anslutning till pendeltågsstationen finns Rudanskolan (skolår 6-9).I Handen ligger sportanläggningen Torvalla med simhall, gym, bollhallar, ishall och en friidrottsarena utomhus, samt fotbollsplaner.

## Kollektivtrafik
Handens station är en pendeltågstation för Stockholms pendeltåg. Nära Handens station ligger bussterminalen Handenterminalen som har ett brett utbud av busslinjer.

## Se även

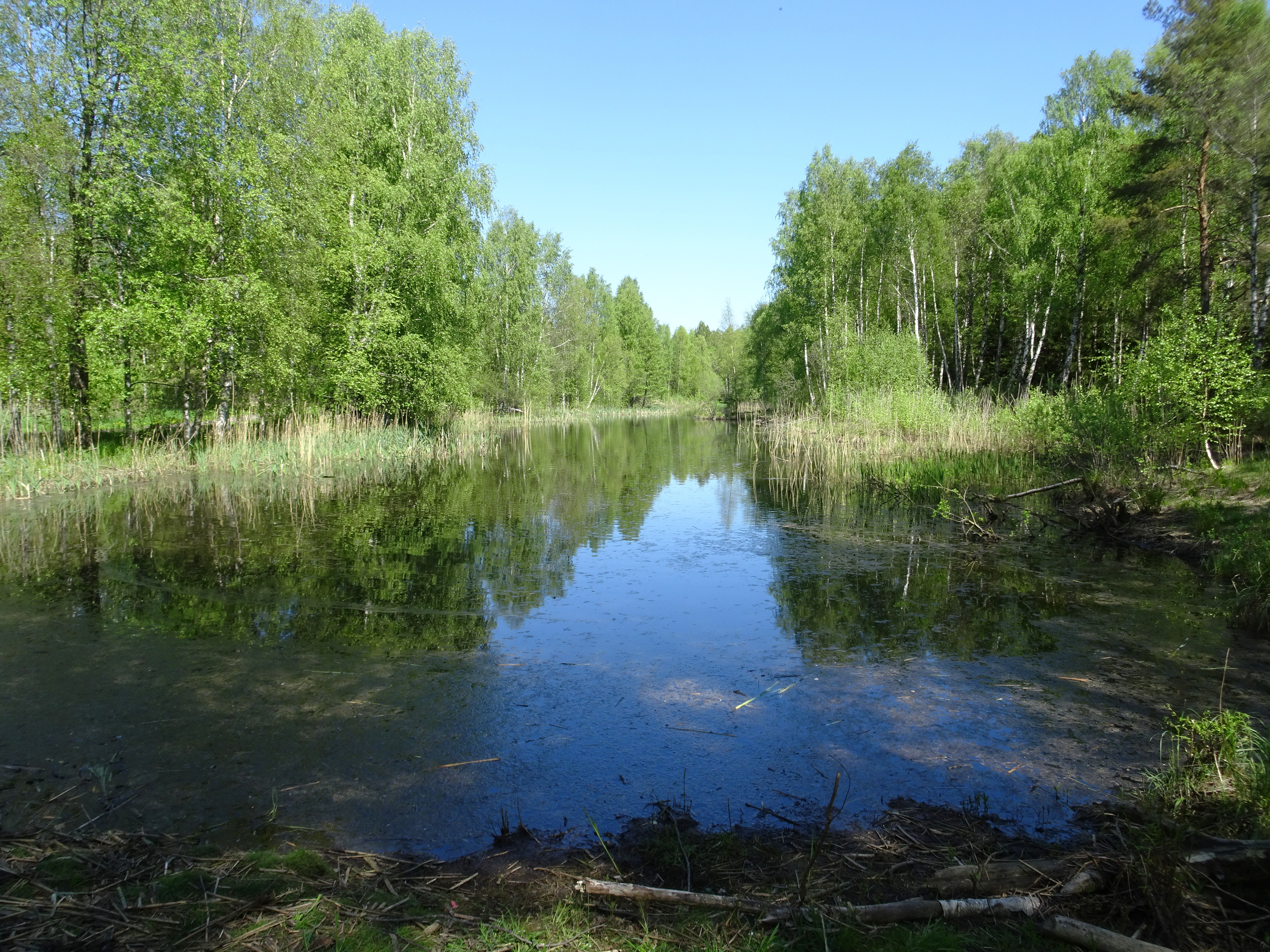
Slätmossens naturpark.

### Fotnoter
1. ↑  Befolkning i tätorter 1960-2010, SCB, läs online, läst: 16 september 2013.[källa från Wikidata]
2. ↑  Kodnyckel för SCB:s statistiska tätorter och småorter - Koppling mellan gammalt och nytt kodsystem, SCB, 11 november 2021, läs online.[källa från Wikidata]
3. ↑  Avregistrerade och nyregistrerade statistiska tätorter och småort 2023, förändringar i koder och beteckningar, SCB, 27 november 2024, läs online.[källa från Wikidata]
4. ↑  Olle Flodby (1992). Handen: från vägskäl till kommuncentrum. Sex socknars historia, 99-1473875-3. Haninge: Hanveden. Libris 7766438. ISBN 9187736128
5. ↑  ”Vägnamn i Haninge” ( PDF). Haninge Kommun. sid. 23. Arkiverad från originalet den 6 augusti 2016. https://web.archive.org/web/20160806115243/http://haninge.se/globalassets/bygga-bo-och-miljo/bostader-och-offentliga-lokaler/vagnamn-i-haninge.pdf. Läst 3 juni 2016.
6. 1 2  ”Folkräkningen den 31 december 1950, totala räkningen folkmängd efter ålder och kön i kommuner, församlingar och tätorter, statistiska centralbyrån 1954”. https://share.scb.se/ov9993/data/historisk%20statistik//SOS%201911-/Folk-%20och%20bostadsr%C3%A4kningarna/Folkr%C3%A4kningen%201910-1960/Folkr%C3%A4kningen%201950%20(SOS)/Folkrakningen-1950_3.pdf. Läst 1 februari 2014.
7. ↑  ”Statistiska centralbyrån - Folkmängd i tätorter 1960-2005”. https://www.scb.se/contentassets/98863741cd8041c6820e7441bc8a8478/mi0810_2005a01_sm_mi38sm0703.pdf. Läst 13 december 2010.
8. ↑  ”Haninge Centrum”. https://haningecentrum.se/. Läst 11 november 2022.
9. ↑  ”Discgolf”. Södertötns FK. https://idrottonline.se/SodertornsFK-Frisbee/RudansFrisbeesportcenter/Discgolf. Läst 11 november 2022.
10. ↑  Haninge Kommun - Fritid & Idrott, Fiske Arkiverad 16 december 2010 hämtat från the Wayback Machine.
11. ↑  ”Ormteatern”. https://www.ormteatern.se/. Läst 11 november 2022.
12. ↑  ”Rojteatern”. Arkiverad från originalet den 23 november 2014. https://web.archive.org/web/20141123155835/http://www.rojteatern.nu/. Läst 26 augusti 2014.